# Université du Sannio
L'université du Sannio (en italien, Università degli studi del Sannio) est une université italienne, dont le siège est à Bénévent, chef-lieu de la région historique du Sannio, en Campanie.
Elle est née d'abord comme siège jumelé de l'université de Salerne avant d'acquérir une pleine autonomie administrative et pédagogique à compter du 1er janvier 1998 (décret du 29 décembre 1997).